# Diven
Diven (en persan : ديون romanisé en Dīven) est un village de la province de Kermanshah en Iran. Lors du recensement de 2006, sa population était de 140 habitants pour 29 familles.